# Karel Neffe
Karel Neffe, né le 6 juillet 1948 à Prague et mort le 13 février 2020 dans la même ville, est un rameur tchèque ayant représenté la Tchécoslovaquie.

## Biographie
En 1972 à Munich, Karel Neffe est médaillé de bronze olympique en quatre barré. 

## Palmarès

### Jeux olympiques
- Jeux olympiques d'été de 1972 à Munich
  -  Médaille de bronze en quatre barré

### Championnats du monde
- Championnats du monde d'aviron 1977 à Amsterdam
  -  Médaille de bronze en deux barré

### Championnats d'Europe
- Championnats d'Europe d'aviron 1973 à Moscou
  -  Médaille de bronze en quatre barré